# GNOME显示管理器
GNOME显示管理器（GNOME Display Manager，GDM）是为X Window系统提供的一个可选的显示管理器。X Window系统默认使用XDM作为显示管理器，但是XDM需要通过编辑配置文件来修改设置。GDM允许通过图形化界面来进行配置。另外，GDM可以很方便的自定义主题。